# Society for the Study of Evolution
La Society for the Study of Evolution, en français Société pour l'étude de l'évolution est une organisation professionnelle de biologistes de l'évolution. Elle est créée aux États-Unis en 1946 pour promouvoir l'évolution et l'intégration de divers domaines scientifiques concernés par l'évolution et pour organiser la publication d'une revue scientifique afin de rendre compte des nouvelles recherches sur l'évolution dans divers domaines.
La Société est créée lors d'une réunion à Saint-Louis le 30 mars 1946. Cinquante-sept scientifiques ont assisté à la réunion, présidée par Alfred E. Emerson. George Gaylord Simpson est élu premier président de la Société, avec EB Babcock, Emerson et JT Patterson comme vice-présidents et Ernst Mayr comme secrétaire. Cette société s'est développée comme une extension du Comité sur les problèmes communs de génétique et de paléontologie du Conseil national de la recherche des États-Unis (rebaptisé plus tard Comité sur les problèmes communs de génétique, de paléontologie et de systématique).
La première réunion annuelle de la société a eu lieu à Boston, du 28 au 31 décembre 1946. Une subvention de l'American Philosophical Society a conduit à la publication de la revue Evolution.
Communément appelée «réunion sur l'évolution», la conférence annuelle est souvent organisée en collaboration avec la Society of Systematic Biologists et l'American Society of Naturalists.
La société a un journal officiel Evolution. Il est lancé en 1947 et est publié par John Wiley & Sons En 2017, elle a lancé une deuxième revue Evolution Letters .